# Paul Michot
Paul Charles Emile Michot (* 19. Januar 1902 in Gembloers; † 4. Oktober 1999 in Embourg) war ein belgischer Geologe.
Michot erwarb 1925 sein Diplom als Bergbauingenieur und 1927 in Geologie an der Universität Lüttich. Außerdem studierte er 1934 in Zürich bei Paul Niggli. 1928 wurde er Assistent von Paul Fourmarier an der Universität Lüttich. Er lehrte dort zunächst Sedimentologie und Petrographie, war ab 1943 ordentlicher Professor und hatte ab 1948 den Lehrstuhl für allgemeine Geologie als Nachfolger von Fourmarier inne. 1972 wurde er emeritiert.
Michot war seit 1959 korrespondierendes und seit 1964 volles Mitglied der Académie royale des Sciences, des Lettres et des Beaux-Arts de Belgique und 1972 ihr Vorsitzender und war Mitglied der norwegischen, niederländischen und tschechoslowakischen Akademien der Wissenschaften. Er war Präsident der Société royale des Sciences de Liège.
1946 bis 1949 war er kommunistischer Senator für Lüttich. Im Zweiten Weltkrieg war er ein führendes Mitglied des belgischen Widerstands und wurde mehrfach verhaftet.
Er befasste sich insbesondere mit der Stratigraphie des Paläozoikum (besonders Ordovizium, Silur) in Belgien und mit Petrographie. 1932 war er Mitglied einer belgischen Expedition zum Ruwenzori, wo er die Petrographie der vulkanischen Gesteine untersuchte.
Michot war langjähriger Schriftleiter der Geologischen Rundschau und wurde 1984 Ehrenmitglied der Geologischen Vereinigung. 1980 erhielt er den Prix Gaudry der französischen geologischen Gesellschaft.
Sein Sohn Jean Michot (* 1930) lehrte ebenfalls Geologie an der Freien Universität Brüssel.

## Schriften
- La Stratigraphie du Silurien de la bande de Sambre-et-Meuse, Brüssel, 1934.
- mit Xavier de Grunne, James Thiriar, L. Burgeon, Lucien Hauman: Vers les glaciers de l'équateur; le Ruwenzori; Mission scientifique belge 1932, Bruüssel, R. Dupriez, 1937
- Le Ruwenzori et la pénéplaine du Centre africain, Lüttich 1934.
- Étude pétrographique et géologique du Ruwenzori septentrional, G. Van Campenhout, 1938.
- La géologie des zones profondes de l'écorce terrestre, Vaillant-Carmanne, 1956.
- Classification et terminologie des roches lapidifiées de la série psammito-pélitique, 1958.
- La géologie de la catazone: le problème des anorthosites, la palingenèse basique et la tectonique catazonale dans le Rogaland meridional (Norvège meridionale), Oslo 1960.
- Le segment tectogénique calédonien belge, Brüssel, 1980.